# Raiadinho-chileno
Raiadinho-chileno (Aphrastura spinicauda) é uma espécie de ave da família Furnariidae. Pode ser encontrada nos seguintes países: Argentina, Chile, Ilhas Malvinas e Ilhas Geórgia do Sul e Sandwich do Sul. Os seus habitats naturais são: florestas temperadas e matagal árido tropical ou subtropical.